# NGC 5861
NGC 5861 é uma galáxia espiral barrada (SBc) localizada na direcção da constelação de Libra. Possui uma declinação de -11° 19' 20" e uma ascensão recta de 15 horas, 09 minutos e 16,2 segundos.
A galáxia NGC 5861 foi descoberta em 9 de Maio de 1784 por William Herschel.